# C'era un cinese in coma
C'era un cinese in coma è un film del 2000, diretto ed interpretato da Carlo Verdone.

## Trama
Ercole Preziosi è un impresario di basso profilo, dedito all'organizzazione di eventi in piccole località e titolare di una scalcinata agenzia di scouting. Durante un concorso di bellezza, a causa di un improvviso acquazzone, viene sbeffeggiato mentre sta ringraziando gli sponsor in attesa di decretare la vincitrice del concorso e finisce per mandare a quel paese l'intera platea suscitando le ire degli organizzatori e dei politici locali. In auto, il suo mite autista, Nicola, un ragazzo siciliano col sogno di entrare nel mondo dello spettacolo, per tirargli su il morale, gli racconta una nuova barzelletta, quella del cinese in coma.
In famiglia le cose non vanno tanto meglio: Ercole è spesso assente per lavoro e nonostante nel poco tempo a disposizione cerchi di essere affettuoso con la moglie russa Eva e la figlia Maruska, viene bistrattato, al punto che le due spesso lo ignorano parlando in russo in sua presenza in quelle rare occasioni in cui sono tutti insieme.
Una sera il comico napoletano Rudy Sciacca, artista principale della scuderia e su cui Ercole punta per riscattarsi, rimane vittima di un terribile incidente stradale poco prima di un importante spettacolo; l'impresario è costretto a sostituirlo all'ultimo momento con Nicola, il quale spesso gli chiedeva chances per esibirsi ma che Ercole rifiutava non ritenendolo all'altezza di essere un comico in quanto troppo avvenente. Nicola contravvenendo alle disposizioni di Ercole - che gli aveva stilato la scaletta delle barzellette da raccontare - pur essendo titubante accetta ed improvvisa uno show di intrattenimento unito ad una comicità talmente volgare da essere scambiata per anticonformista, riscuotendo un clamoroso quanto insperato successo. 
Ercole decide allora di scritturarlo ufficialmente e gli fa assumere il nome d'arte di Niki Renda, portandolo poi in tournée. Niki diventa presto famoso, ma il successo gli dà velocemente alla testa: lascia la sua ragazza Sonia, che avrebbe dovuto sposare di lì a poco, si concede avventure sessuali con le fan nei posti più disparati, comincia a drogarsi e mette pian piano in ombra Ercole, che si ritrova costretto a fargli da autista e assistente. Ercole tenta più volte di convincere Niki a rientrare nei ranghi, chiedendogli di raccontare la barzelletta del cinese in coma ma senza successo. Il ragazzo durante uno spettacolo invita Ercole sul palco ufficialmente per far raccontare a lui la barzelletta ma in realtà era una scusa per metterlo alla berlina, facendo divertire il pubblico: Ercole, impreparato, commette infatti gli stessi errori da principiante che in passato rimproverava a Niki.
Pian piano, Ercole viene abbandonato da tutti i suoi artisti e collaboratori, che si sentono trascurati dall'impresario e sono gelosi del successo di Niki. Tempo dopo, i due sono invitati in Toscana da un noto produttore che vorrebbe lanciare il giovane comico nel mondo della TV. Poco prima di giungere all'appuntamento, tuttavia, Niki dice di volerci andare da solo in quanto cova segretamente l'intenzione di troncare il rapporto con Ercole. Al ragazzo viene offerta la libertà di stabilire lui stesso la cifra per l'ingaggio e gli viene suggerito di mollare Ercole, in nome di un salto di qualità: Niki accetta pur tenendo nascosto l'accordo all'agente, in attesa del momento propizio per abbandonarlo. I due, quindi, si dirigono in Liguria per uno spettacolo ma durante il tragitto, continuamente provocato da Niki perché ritenuto non sufficientemente giovanile, Ercole decide di fare un salto col bungee jumping finendo per sentirsi male. Niki si avvia da solo mentre Ercole, ristabilitosi, lo raggiunge in taxi a spettacolo terminato.
Ercole apprende dagli spettatori che Niki, ormai in pieno delirio di onnipotenza e totalmente ubriaco, ha offerto una pessima performance. Inoltre scopre per caso una bustina di cocaina nascosta nel portafoglio di Niki, e soprattutto l’accordo tra Niki e il produttore. Sentendosi tradito, Ercole abbandona il suo pupillo e torna da solo e sconsolato a Roma,  dove scopre di esser stato abbandonato anche dalla sua famiglia a causa delle sue continue e prolungate assenze da casa. In seguito riesce a riappacificarsi con Eva, ma apprende anche che Maruska ha iniziato a frequentare Niki.
Tempo dopo Ercole, appostato sotto casa di Niki, assiste a un'accesa lite tra lui e Maruska, che viene pesantemente maltrattata ed umiliata. Di fronte a questa estrema umiliazione, Ercole si scaglia contro Niki e lo massacra di botte, vomitandogli addosso tutto il proprio risentimento. Per vendetta incendia anche la costosissima Porsche che Niki aveva ricevuto in regalo dal suo nuovo produttore, incurante delle tardive suppliche del giovane. Ercole abbandona Niki ferito e in lacrime. Sulla via del ritorno si gira verso la telecamera e, infrangendo la quarta parete, racconta finalmente la barzelletta del cinese in coma, che conclude malinconicamente la pellicola.

## Colonna sonora
- ...Baby One More Time - Britney Spears
- The Future of the Future (Stay Gold) - Deep Dish, Everything but the Girl
- Please Don't Go - KC and the Sunshine Band
- Porcelain - Moby

## Curiosità
- La scelta del cambio di colore della cravatta di Ercole è dovuto al capovolgimento della trama: inizialmente è verde dopo aver scoperto Niki in qualità di comico, successivamente è gialla per via di una crisi familiare e lavorativa, e infine rossa nella scena in cui Niki lo sta per tradire.
- Nel film la moglie di Ercole è russa e parla russo con la figlia, quando in realtà le due attrici, Marit Nissen e Anna Safroncik, sono rispettivamente tedesca ed ucraina.
- Nella scena in cui Niki mostra sulla schiena il numero del nuovo cellulare di Ercole, si intravedono uscendo dal locale Marco e Antonio Manetti. I due hanno diretto Verdone nello stesso anno nel film Zora la vampira, prodotto dallo stesso Verdone.
- Nel frammento in cui Niki fa il verso del famoso cinese della barzelletta, e quello degli orgasmi nel suo spettacolo, è doppiato dallo stesso Carlo Verdone.
- Nel film, pur apparendo poco, fa il suo esordio Antonia Liskova, che avrà successo nella serie televisiva Tutti pazzi per amore.
- La ragazza delle foto che appare nella scena dei provini è Roberta Mancino, campionessa italiana di paracadutismo.
- La scena iniziale con il concorso di bellezza sotto la pioggia (così come la pernacchia a Ercole da parte di uno spettatore in platea) è ispirata al film I vitelloni di Federico Fellini.

## Riconoscimenti
- 2000 - David di Donatello
  - Candidatura Migliore attore protagonista a Carlo Verdone
- 2000 - Nastro d'argento
  - Candidatura Migliore attore protagonista a Carlo Verdone
- 2000 - Ciak d'oro
  - Candidatura Miglior fotografia a Danilo Desideri